# パンゲア・エゼル
『パンゲア・エゼル』は、浅野りんによる日本のファンタジー漫画作品。マッグガーデンから単行本全7巻が刊行された。前編にあたる『パンゲア』全5巻がある。

## 概要
- 最初は『パンゲア』というタイトルで『月刊ガンガンWING』にて連載されていた。いわゆる「エニックスお家騒動」により一時中断ののち、現在のタイトルで『コミックブレイドMASAMUNE』にて連載再開。その後同誌の休刊によって『月刊コミックアヴァルス』に移籍し2011年まで連載された。両作品のストーリーは完全に連続したものとなっているため、先に『パンゲア』の方を読まないと内容の理解は困難である。マッグガーデンが新装版全5巻を出している。
- 作者の他の作品がコメディ色が強いのに対して、この作品はハイ・ファンタジーに属するシリアスな内容である。

## あらすじ
この世界にはかつて、あらゆる願いをかなえるとされる聖樹「カルパ＝タルー」があったという。そしてそれが遥かな昔の伝説となった時代…。生き別れの姉を探して旅をする青年ライセは旅の途上でカルパ＝タルーに関わる人物と出会い、この木の力を利用しようとする謎の教団「ルクレイム」に関わる冒険と戦いに巻き込まれていく。